# Genserico
Genserico ou Gizerico (c. 389 - Cartago, 25 de janeiro de 477), rei dos vândalos e alanos entre 428 e 477. Foi peça chave nos conflitos travados no século V pelo Império Romano do Ocidente, e durante os seus quase cinquenta anos de reinado elevou uma tribo germânica relativamente insignificante à categoria de potência mediterrânea. Filho ilegítimo do rei vândalo Godegisilo, supõe-se que nasceu nas imediações do lago Balaton (atual Hungria) por volta de 389.
Os historiadores retrataram-no como alguém pavoroso, tanto por ser ariano como por se tornar dono de Roma e de Cartago, duas das mais célebres cidades do mundo desse tempo, cidades que ele teria supostamente destruído, o que é falso em grande parte.

## Ascensão ao trono

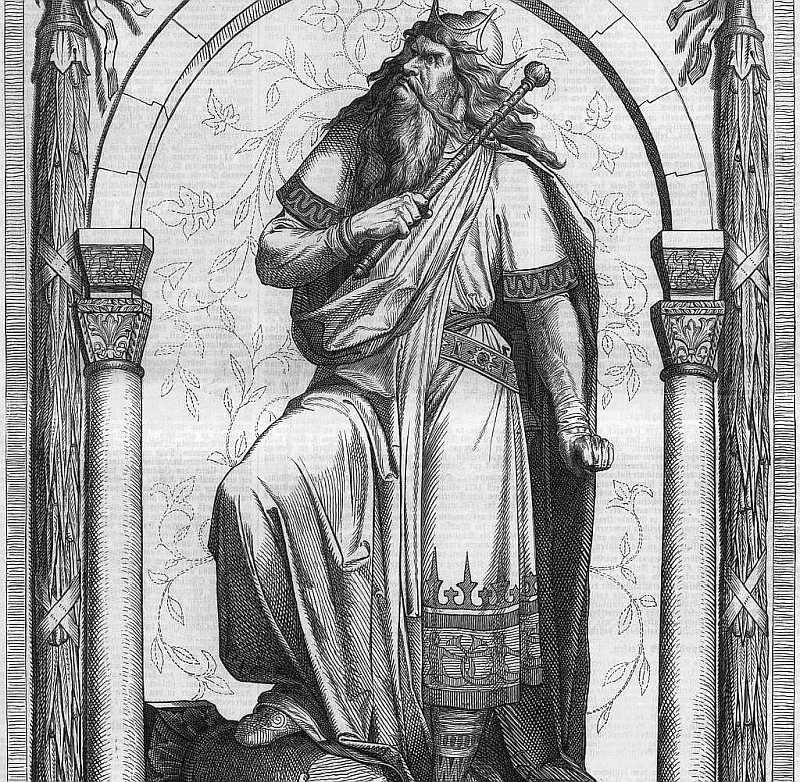
Genserico, o rei dos Vândalos.

Foi escolhido rei em 428, com a morte do seu meio irmão Gunderico. Brilhante e muito versado na arte militar, buscou o modo de aumentar o poder e a prosperidade do seu povo, que residia na época na Hispania Bética e que havia sofrido os ataques dos mais numerosos visigodos. Assim, pouco depois de ascender ao trono, Genserico decidiu ceder a Hispania aos seus rivais, empregando para isso a poderosa frota criada no reinado do seu predecessor.

## A invasão da África

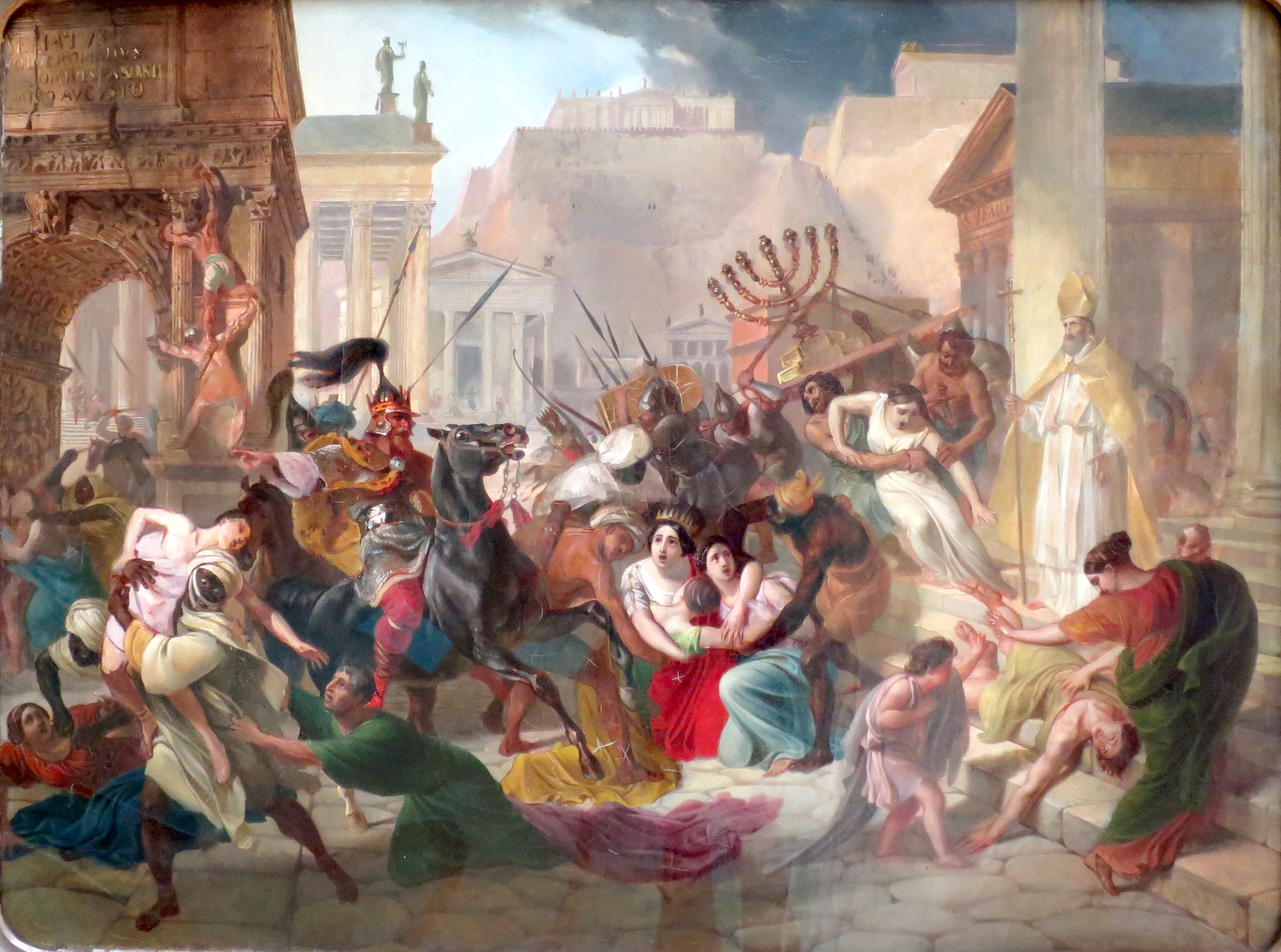
Genserico saqueando Roma, por Karl Briullov, na Galeria Tretyakov

Aproveitando as disputas com a metrópole de Bonifácio, governador romano da província da África Proconsular, 80 000 vândalos - 15 000 deles homens de armas - cruzaram o estreito de Gibraltar na primavera de 429, partindo de Tarifa e desembarcando em Ceuta.
Depois de várias vitórias sobre uns defensores romanos fracos e divididos, fixaram-se com controle de um território que compreendia o atual Marrocos e o norte de Argélia, pondo sob assédio a cidade de Hipona, que tomariam ao cabo de catorze meses de duros combates. No ano seguinte, o imperador Valentiniano III teve que reconhecer Genserico como soberano de todos estes territórios.
Em 435, Genserico chegou a um acordo com o Império Romano pelo qual o reino vândalo passou a ser federado de Roma com a concessão da Numídia. Não obstante, em 439 Genserico tomou a cidade de Cartago, capturando a frota imperial ali atracada. Com este movimento fez os vândalos donos do Mediterrâneo Ocidental, apoderando-se em seguida de bases marítimas de grande valor estratégico e comercial: as Ilhas Baleares, Córsega, Sicília e Sardenha. Roma, privada de uma das maiores zonas de produção cerealista do velho mundo, teve que comprar em seguida os grãos do norte da África para a sua própria provisão.
Os vândalos, sob Genserico, derrubaram as muralhas de quase todas as cidades da África, para que os romanos não as tomassem de volta e usassem as muralhas como defesa; apenas Cartago e algumas outras cidades permaneceram muradas.

## O saque de Roma

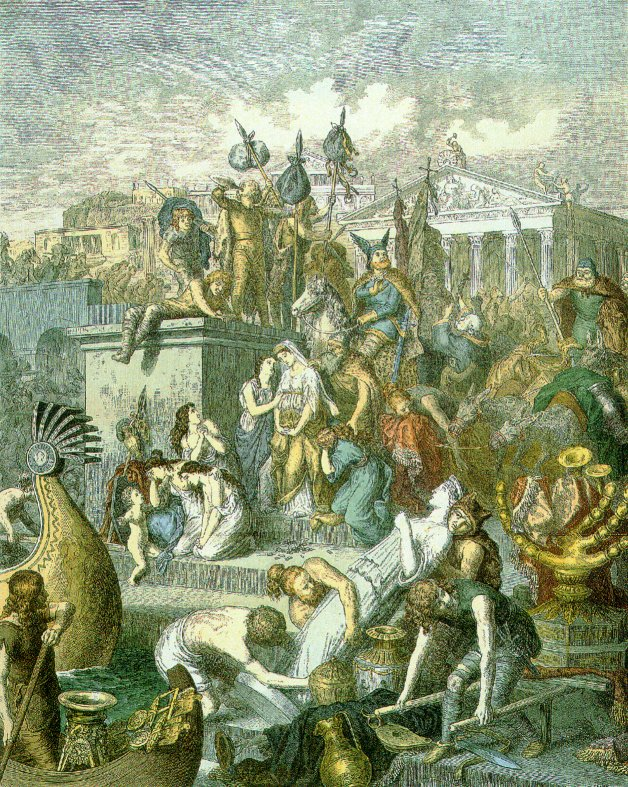
Saque de Roma, por Heinrich Leutemann (c. 1870).

Em 455, o imperador romano Valentiniano III foi assassinado, sucedendo-lhe Petrônio Máximo. Genserico, considerando rompido o tratado de paz firmado com Valentiniano em 442, desembarcou na península Itálica e marchou sobre Roma, cuja população rebelou-se contra o novo imperador e o matou três dias antes que, em 22 de abril de 455, os vândalos tomassem sem resistência a cidade. O saque subsequente não produziu uma destruição notável, se bem que os vândalos fizeram provisão de grande quantidade de ouro, prata e objetos de valor. Genserico levou consigo Licínia Eudóxia como refém a Cartago, viúva de Valentiniano, e as suas duas filhas, Placídia e Eudócia, que contrairia depois matrimônio com seu filho e sucessor Hunerico.

## A paz com o Império Bizantino
Em 468, o reino de Genserico teve que enfrentar ao último esforço militar conjunto das duas metades do Império Romano. Não obstante, o rei vândalo logra derrotar, frente ao cabo Bon, a uma poderosa frota dirigida pelo que logo seria o imperador bizantino Basilisco. No verão de 474, assinou a paz perpétua com Constantinopla, pela qual o Império Bizantino reconheceu a soberania vândala sobre as províncias norte-africanas (Cirenaica, África Proconsular e Mauritânia), Baleares, Sicília, Córsega e Sardenha.

## Política interna e religião
Na sua política interna, Genserico tolerou o catolicismo, apesar de ter exigido a conversão à doutrina ariana dos seus conselheiros mais próximos e procedeu a numerosos confiscos de bens da Igreja Católica, que se converteria assim numa poderosa força opositora à monarquia vândala. Debilitou em forma sangrenta a nobreza tradicional vândalo-alana, substituindo-a por uma corte leal à sua própria família e aumentou a pressão fiscal sobre a população à custa das famílias ricas de origem romana e do clero católico.
Em 474, Genserico fez a paz com o Império Romano do Oriente por meio de um tratado negociado pelo senador bizantino Severo, que agia sob a autoridade de Zenão. Depois de desfrutar de poucos anos de paz, Genserico morreu em Cartago em 25 de janeiro de 477, sucedido por seu filho Hunerico, que não tinha a reputação invejável de seu pai e a autoridade vândala começou a diminuir. No entanto, a paz estabelecida por Zenão entre Cartago e Constantinopla, controlada por vândalos, durou até 530, quando as conquistas de Justiniano a quebraram.